# 毛掌梯形蟹
毛掌梯形蟹（学名：Trapezia cymodoce）为扇蟹科梯形蟹属的动物。分布于从日本、夏威夷群岛、玻利尼西亚到印度、红海及非洲东岸以及中国大陆的西沙群岛、海南岛等地，生活环境为海水，多生活于鹿角珊瑚的枝丛间。